# Dschamoat

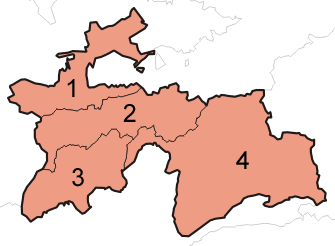
Aufteilung Tadschikistans in vier Provinzen, zusätzlich existiert ein Hauptstadtbezirk, der nur die Hauptstadt Duschanbe umfasst.

Dschamoat (tadschikisch ҷамоат, Plural: ҷамоатҳо dschamoatho, von arabisch جماعة, DMG ǧamāʿa) bezeichnet eine Verwaltungseinheit in Tadschikistan. Sie ist die dritthöchste Verwaltungseinheit hinter der Provinz (wilojat) und dem Distrikt (nohija). Damit entspricht der Dschamoat circa der Gemeinde. Die nächstkleinere Verwaltungseinheit stellen die Dörfer (deha) dar.

## Verteilung
In Tadschikistan gibt es insgesamt 405 Dschamoats, die in ihrer Einwohnerzahl stark variieren, von kaum besiedelten Regionen in den Gebirgen des Lande mit einer Einwohnerzahl von circa 1000 bis zu urbanen Dschamoats, wie beispielsweise dem Dschamoat Chudschand, das circa 150.000 Einwohner hat.
Die Provinz Sughd ist in 105 Dschamoats gegliedert, die sogenannten der Republik unterstellten Bezirke, die direkt von der Zentralregierung aus Duschanbe verwaltet werden, umfassen ebenfalls 105 Bezirke, in der Provinz Chatlon sind es 151 Dschamoats und in der autonomen Provinz Berg-Badachschan im Osten des Landes existieren 44 Dschamoats. Die Hauptstadt Duschanbe ist als eigener Distrikt nicht weiter in Dschamoats aufgeteilt.

## Rechtlicher Status
Der Dschamoat ist im 78. Artikel des tadschikischen Grundgesetzes festgeschrieben, wo es als Organ der Selbstverwaltung in einer Wohnsiedlung und einer Ortschaft definiert wird. Das Subsidiaritätsprinzip ist ebenfalls im Gesetzbuch festgeschrieben.

## Finanzielle Situation
Viele Dschamoats, vor allem solche, die in dünn besiedelten Gebieten liegen, verfügen kaum über Einkommensquellen, sodass sie auf Zuwendungen der Zentralregierung oder andere Fördergelder angewiesen sind. In vielen Regionen ist die Infrastruktur dadurch schwach. Durch die Abhängigkeit von Geldern der höheren Verwaltungseinheiten oder der Zentralregierung werden die Bürgermeister der Dschamoats häufig kaum als solche wahrgenommen, da sie kaum über Macht verfügen.